# Daniela Walkowiak-Pilecka
Daniela Walkowiak-Pilecka (Łąki Wielkie, Cujávia-Pomerânia, 24 de maio de 1935) é uma ex-canoísta de velocidade polaca na modalidade de canoagem.

## Carreira
Foi vencedora da medalha de bronze em K-1 500 m em Roma 1960.